# Kiriak Sawriewi
Kiriak Samsonis dse Sawriewi (georgisch კირიაკ სამსონის ძე ზავრიევი; * 16. Januarjul. / 28. Januar 1891greg. in Tiflis; † 14. Dezember 1978 ebenda) war ein georgischer Bauingenieur und Hochschullehrer.

## Leben
Sawriewi, Sohn einer adligen Familie armenischer Herkunft, studierte Bauingenieurwesen am St. Petersburger Institut für Eisenbahntransportwesen. Schon während des Studiums arbeitete er wissenschaftlich und entwickelte eine Methode zur Spannungsberechnung in Bauten. Auf Empfehlung des Institutsdirektors  Stepan Tymoschenko legte Sawriewi seine Arbeit dem Institutsrat vor, worauf sie veröffentlicht wurde. Bereits als Student arbeitete er am Bau der Schloss-Klappbrücke mit und machte Entwürfe. 1914 schloss er das Studium mit einer Goldmedaille ab und arbeitete nun dort als Dozent.
Nach Beginn des Ersten Weltkrieges plante Sawriewi an der Front Flussbrücken und arbeitete an der Sanierung alter Brücken mit.
Nach der Oktoberrevolution wurde Sawriewi 1919 Chef des Straßendienstes in Armenien. 1921 wurde er Chef der Abteilung Brücken der Transkaukasischen Eisenbahn. Gleichzeitig wurde er Dozent am Polytechnischen Institut Tiflis (bis 1956). 1923 folgte die Ernennung zum Professor. 1926 schlug er zur Erdbebensicherung den Einsatz von Ankern im Häuserbau vor. Er entwickelte 1926 eine dynamische Theorie der Erdbebensicherheit. 1928 wurde er Stellvertretender Direktor des Transkaukasischen Instituts für  Bauwesen. 1930 wurde er Lehrstuhl-Leiter und Prorektor für die wissenschaftliche Arbeit des Instituts für Eisenbahntransportwesen Tiflis. Er empfahl die Verwendung von Leichtbeton und Spannbeton. Er projektierte viele große Brücken der Transkaukasischen Eisenbahn. 1935 projektierte er zusammen mit dem Architekten N. P. Sewerow die Tscheljuskinzy-Brücke (heute Königin Tamar-Brücke) über die Kura in Tiflis. Sawriewi hatte viele Schüler, unter ihnen W. W. Michailow.
Nach dem Deutsch-Sowjetischen Krieg gründete Sawriewi 1947 das Institut für Baustatik und Erdbebensicherheit der Georgischen Akademie der Wissenschaften, dessen Direktor er bis zu seinem Tode war und das nun seinen Namen trägt.
Sawriewi war Abgeordneter im Obersten Sowjet der Georgischen SSR. Er erhielt zweimal den Leninorden, vier andere Orden und verschiedene Medaillen.
1959 wurde das Institut für Eisenbahntransportwesen Tiflis mit dem Polytechnischen Institut Tiflis vereinigt.